# District de Varsovie
1939–1945
Entités précédentes :
- Voïvodie de Varsovie (1919-1939)

Entités suivantes :
- Voïvodie de Varsovie (1945-1975)

Le district de Varsovie était l'un des 4 premiers districts administratifs créés par les nazis après l'occupation allemande de la Pologne pendant la Seconde Guerre mondiale. Il était bordé au nord par le Regierungsbezirk Zichenau (en) (partie de la Prusse-Orientale) et le district de Bialystok. La région contenait plus de 60 ghettos juifs dont le ghetto de Varsovie.